# Vizcondado de Bernuy
El vizcondado de Bernuy es un título nobiliario español creado por el rey Alfonso XIII en favor de Francisco Armero y Castrillo, III marqués del Nervión, mediante real decreto del 27 de junio de 1909 y despacho expedido el 9 de septiembre del mismo año, para rehabilitar el vizcondado previo concedido con  el marquesado de Campo Alegre en 1847.

## Vizcondes de Bernuy
|                                     | Titular                             | Periodo                             |
| Creación por Alfonso XIII de España | Creación por Alfonso XIII de España | Creación por Alfonso XIII de España |
| ----------------------------------- | ----------------------------------- | ----------------------------------- |
| I                                   | Francisco Armero y Castrillo        | 1909-1950                           |
| II                                  | María Josefa Armero y Castrillo     | 1951-1966                           |
| III                                 | Alberto Mencos y Armero             | 1966-1978                           |
| IV                                  | Alberto Mencos y Valdés             | 1978-hoy                            |

## Historia de los vizcondes de Bernuy
- Francisco Armero y Castrillo (Sevilla, 24 de junio de 1882-1950), I vizconde de Bernuy, III marqués del Nervión y grande de España, caballero de la Real Maestranza de Sevilla, gentilhombre de cámara del rey con ejercicio y servidumbre.[1]

Casó con María de Arteche y González de Careaga, dama de la reina. Sin descendientes. El 3 de febrero de 1956 le sucedió su hermana:
- María Josefa Armero y Castrillo (n. Sevilla, 5 de junio de 1891), II vizcondesa de Bernuy, IV marquesa del Nervión, IX marquesa de Albudeyte, dos veces grande de España.[1]

Casó con Lorenzo Domínguez y Pascual, diputado a Cortes. Sin descendientes. El 25 de febrero de 1966, previa orden del 20 de julio de 1964 para que se expida la correspondiente carta de sucesión (BOE del 11 de agosto), le sucedió su sobrino, hijo de su hermana María de la Concepción Armero y Castrillo y su esposo Alberto Mencos y Sanjuán, VII conde de Fresno de la Fuente:
- Alberto Mencos y Armero (1 de agosto de 1931-26 de mayo de 1973), III vizconde de Bernuy, V marqués del Nervión, VIII conde de Fresno de la Fuente.[7]

Casó con Micaela Valdés y Ozores (n. 1934). El 25 de abril de 1978, previa orden del 28 de mayo de 1974 para que se expida la correspondiente carta de sucesión (BOE del 28 de junio), le sucedió su hijo:
- Alberto Mencos y Valdés, IV vizconde de Bernuy, VI marqués del Nervión, IX conde de Fresno de la Fuente.[9]